# وایت‌اسنیک (آلبوم)
وایت‌اسنیک (به انگلیسی: Whitesnake) هفتمین آلبوم گروه موسیقی هارد راک وایت‌اسنیک است که در ۱۹۸۷ منتشر شد.